# La Haut (Soufrière)
La Haut es una localidad de Santa Lucía que forma parte del distrito de Soufrière.